# 奥洛契
奥洛契（俄语：Олочи），是俄罗斯外貝加爾邊疆區涅爾琴斯基扎沃德區奥洛契农村居民点行政中心和唯一居民点。其位于额尔古纳河左岸，距离涅爾琴斯基扎沃德22 km（14 mi）。人口：2010年人口372；2002年人口378；。